# Tolbazy
Tolbazy (in russo Толбазы?; in baschiro Талбазы) è un villaggio della Russia europea orientale, situato nella Repubblica autonoma della Baschiria; appartiene al rajon Aurgazinskij, del quale è il centro amministrativo.
Il villaggio si trova 78 km a sud della capitale della repubblica, Ufa, e 35 km a nord di Sterlitamak.